# Communauté de communes du Pays de Senones
La communauté de communes du Pays de Senones est une ancienne communauté de communes française, qui était située dans le département des Vosges en région Lorraine.

## Histoire
Le 1er janvier 2014, elle fusionne avec les communautés de communes du Ban d'Étival et de la Vallée du Hure pour former la Communauté de communes du Pays des Abbayes.

## Composition
Elle était composée de 13 communes :
- Belval
- Grandrupt
- Ménil-de-Senones
- Le Mont
- Moussey
- Moyenmoutier
- La Petite-Raon
- Le Puid
- Saint-Stail
- Le Saulcy
- Senones (siège)
- Le Vermont
- Vieux-Moulin

## Administration
| Période                                  | Période          | Identité          | Étiquette | Qualité                                                                              |
| ---------------------------------------- | ---------------- | ----------------- | --------- | ------------------------------------------------------------------------------------ |
| Les données manquantes sont à compléter. |                  |                   |           |                                                                                      |
|                                          | 1er janvier 2014 | Jean Luc Bévérina | PS        | Maire de Senones (depuis 2008) Conseiller général du canton de Senones (depuis 2001) |